# Песчаный (Кореновский район)
Песчаный — посёлок в Кореновском районе Краснодарского края.
Входит в состав Новоберезанского сельского поселения.

## География
Посёлок расположен в 6 км к северо-востоку от административного центра поселения — посёлка Новоберезанского.

## Население
| 2002 | 2010 |
| ---- | ---- |
| 165  | ↘154 |

- ул. Абрикосовая,
- ул. Восточная,
- ул. Новая,
- ул. Пролетарская,
- ул. Речная,
- ул. Центральная,
- ул. Широкая.